# عزلة المشيرق (إب)

تعديل مصدري - تعديل

عزلة المشيرق هي إحدى عزل مديرية حبيش في محافظة إب اليمنية ويبلغ تعداد سكانها 4749 نسمة حسب التعداد السكاني في اليمن لعام 2004. ويتواجد فيها قبيلة آل النجم وآل كرش وآل حبيب وآل الحكيمي وآل الشعراني 

## روابط خارجية
- الجهاز المركزي للإحصاء بالجمهورية اليمنية
- المركز الوطني للمعلومات باليمن
- الدليل الشامل